# Jan Zajączkowski
Jan Zajączkowski (?-?) – polski inżynier technolog, wykładowca Instytutu Technologicznego w Petersburgu.

## Życie
Ukończył studia na Wydziale Mechanicznym Instytutu Technologicznego w 1873, jako inżynier technolog. Od 1882 do 1890 wykładowca i projektant w Instytucie Technologicznym w Petersburgu.